# Дитер Борст
Дитер Борст (на немски: Dieter Borst, р. 12 май 1950 г., Шрамберг) е германски художник и скулптор.
Неговият свят е светът на нестандартната живопис. Реалността в неговите картини е намалена до конструкции, които са отделени от основния мотив и са развити напълно самостоятелно Най-важният елемент в картините му са линиите, минаващи през цветни сегменти.

## Биография
През 1969 г. завършва Aмериканското художествено училище в Мюнхен. През 1972 г. прави половингодишно пътуване с образователна цел до Западна Африка. 1973 г. бележи началото на работата върху първите му графични творби. През 1997 г. се премества да живее на Канарските острови. През 2007 г. тоталнo загубва ателието си по време на големия пожар на остров Гран Канария. Стотици картини от всички фази на професионалния му живот са били унищожени непоправимo.

## Изложби
Участвал е в международни изложби в Ню Йорк, Форт Лаудердале / Мaями, Кьолн, Гран Канария.
Картини в официалнo притежание:
- Град Фройденщат – Курхаус

## Творчество
Дитер Борст свежда до минимум видяното, преживяното, изпитаното. Приложните техники, които биха отклонили вниманието от основната идея, са избегнати. Освен черния цвят, силно доминиращи нюанси в картините му са земните и пастелни тонове.
Формите са разчупени. Тези елементи, доведени до техните най-елементарни контури са като абстрактно напомняне за техните истински форми, такива, каквито са в природата.
Аранжирани равни линии, прекъснати от силни елементи и полета от багри, които подсилват хармонията на тези линии и в същото време майсторски ги обединяват
Най-често повтарящите се елементи са линиите, излизащи от стандартната рамка, и определящи себе си като енергиен източник.

## Цитирани източници
- New York Arts Magazine, Dieter Borst Архив на оригинала от 2014-01-12 в Wayback Machine.
- Lexikonia – Enzyklopädie, Dieter Borst
- Artnews, Dieter Borst Архив на оригинала от 2014-02-18 в Wayback Machine.
- NP-Neue Presse, Borst Архив на оригинала от 2017-02-02 в Wayback Machine.
- Artfairsinternational NY USA, Dieter Borst Архив на оригинала от 2016-03-05 в Wayback Machine.
- Broadway Gallery, NY USA, Dieter Borst Архив на оригинала от 2018-10-05 в Wayback Machine.
- German National Library, Dieter Borst
- Artslant – Worldwide, Borst Архив на оригинала от 2015-09-23 в Wayback Machine.
- Haz-Hannoversche Allgemeine, Borst Архив на оригинала от 2014-03-04 в Wayback Machine.
- Stains mijello, Korea Архив на оригинала от 2014-02-23 в Wayback Machine.
- Newyorkartssupporters-wordpress